# SC Helmondia
SC Helmondia was een amateurvoetbalvereniging uit de plaats en gemeente Helmond.

## Algemeen
De vereniging werd op 16 oktober 1916 opgericht als SC Helmondia. In 1955 fuseerde deze club met Kolping S.D.W. (zelf een in 1927 tot stand gekomen fusieclub tussen Kolping en S.D.W) tot RKSV Helmondia '55. De oprichtingsdatum van de oudste club werd daarbij aangehouden. Nadat de naam in 1985 veranderde in SC Helmondia '55 volgde in 2001 een naamswijziging tot de oude naam SC Helmondia. Per 1 juli 2020 is de club gefuseerd met RKSV MULO tot SV De Braak, vernoemd naar het "sportpark De Braak" waar beide clubs hun thuishaven hadden.

## Standaardelftal
Het standaardelftal speelde laatstelijk in de Derde klasse zondag van het KNVB-district Zuid-II.

### Competitieresultaten 1956–2020
| 2 C |

| 7 A |

| 11 B |

| 11 B |

| 14 B |

| 18 A |

| 3 |

| 13 B |

| 7 B |

| 2 B |

| 12 B |

| 14 |

| 9 4C |

| 8 4C |

| 10 4C |

| 11 4C |

|  |

|  |

|  |

| 1 4C |

| 2 4C |

| 11 4C |

|  |

| 6 4C |

| 1 4C |

| 10 4C |

| 4 4C |

| 4 4C |

| 5 4C |

| 2 4C |

| 8 3D |

| 11 3D |

| 8 4H |

| 10 4H |

| 11 4I |

| 3 5E |

| 8 4E |

| 4 4E |

| 3 4F |

| 2 4F |

| 1 4E |

| 12 3D |

| 10 4F |

| 7 4F |

| 2 4E |

| 1 4E |

| 6 3C |

| 3 3C |

| 7 2H |

| 8 2H |

| 14 2H |

| 12 3C |

| 3 3C |

| 4 3D |

| Eerste divisie | Eerste klasse (profniveau) | Tweede divisie | Tweede klasse | Derde klasse | Vierde klasse | Vijfde klasse |

## Betaald voetbal
In het eerste seizoen van de Eerste divisie (1956/57) nam het eerste elftal van Helmondia '55 deel in groep A en speelde ook de daarop volgende vier seizoenen in de Eerste divisie. In het seizoen 1960/61 volgde degradatie naar de Tweede divisie, waar het zes seizoenen in uitkwam, met de tweede plaats in het seizoen 1964/65 als de hoogst bereikte positie. Op 27 juli 1967 kwam een scheiding tot stand tussen de amateur- en de proftak van Helmondia '55. De proftak ging verder als Helmond Sport.

### Seizoensoverzichten
| Resultaten van Helmondia '55 sinds de toetreding in het betaald voetbal in 1955 | Resultaten van Helmondia '55 sinds de toetreding in het betaald voetbal in 1955 | Resultaten van Helmondia '55 sinds de toetreding in het betaald voetbal in 1955 | Resultaten van Helmondia '55 sinds de toetreding in het betaald voetbal in 1955 | Resultaten van Helmondia '55 sinds de toetreding in het betaald voetbal in 1955 | Resultaten van Helmondia '55 sinds de toetreding in het betaald voetbal in 1955 | Resultaten van Helmondia '55 sinds de toetreding in het betaald voetbal in 1955 | Resultaten van Helmondia '55 sinds de toetreding in het betaald voetbal in 1955 | Resultaten van Helmondia '55 sinds de toetreding in het betaald voetbal in 1955 | Resultaten van Helmondia '55 sinds de toetreding in het betaald voetbal in 1955 | Resultaten van Helmondia '55 sinds de toetreding in het betaald voetbal in 1955 | Resultaten van Helmondia '55 sinds de toetreding in het betaald voetbal in 1955 | Resultaten van Helmondia '55 sinds de toetreding in het betaald voetbal in 1955 |
| Seizoen                                                                         | Competitie                                                                      | Competitie                                                                      | Competitie                                                                      | Competitie                                                                      | Competitie                                                                      | Competitie                                                                      | Competitie                                                                      | Competitie                                                                      | Competitie                                                                      | Kwalificatie                                                                    | KNVB beker                                                                      | Bijzonderheid                                                                   |
| Seizoen                                                                         | Divisie                                                                         | GW                                                                              | W                                                                               | G                                                                               | V                                                                               | PNT                                                                             | DV                                                                              | DT                                                                              | POS                                                                             | Kwalificatie                                                                    | KNVB beker                                                                      | Bijzonderheid                                                                   |
| ------------------------------------------------------------------------------- | ------------------------------------------------------------------------------- | ------------------------------------------------------------------------------- | ------------------------------------------------------------------------------- | ------------------------------------------------------------------------------- | ------------------------------------------------------------------------------- | ------------------------------------------------------------------------------- | ------------------------------------------------------------------------------- | ------------------------------------------------------------------------------- | ------------------------------------------------------------------------------- | ------------------------------------------------------------------------------- | ------------------------------------------------------------------------------- | ------------------------------------------------------------------------------- |
| 1955/56                                                                         | Eerste klasse C                                                                 | 30                                                                              | 20                                                                              | 4                                                                               | 6                                                                               | 44                                                                              | 95                                                                              | 42                                                                              | 2e                                                                              | Eerste divisie                                                                  | Geen bekertoernooi                                                              | Helmondia '55 treedt toe tot het betaald voetbal                                |
| 1956/57                                                                         | Eerste divisie A                                                                | 30                                                                              | 11                                                                              | 10                                                                              | 9                                                                               | 32                                                                              | 45                                                                              | 50                                                                              | 7e                                                                              | –                                                                               | 4e ronde                                                                        | –                                                                               |
| 1957/58                                                                         | Eerste divisie B                                                                | 30                                                                              | 11                                                                              | 6                                                                               | 13                                                                              | 28                                                                              | 46                                                                              | 54                                                                              | 11e                                                                             | –                                                                               | 4e ronde                                                                        | –                                                                               |
| 1958/59                                                                         | Eerste divisie B                                                                | 28                                                                              | 8                                                                               | 8                                                                               | 12                                                                              | 24                                                                              | 46                                                                              | 56                                                                              | 11e                                                                             | –                                                                               | 3e ronde                                                                        | –                                                                               |
| 1959/60                                                                         | Eerste divisie B                                                                | 32                                                                              | 8                                                                               | 8                                                                               | 16                                                                              | 24                                                                              | 43                                                                              | 64                                                                              | 14e                                                                             | –                                                                               | Geen bekertoernooi                                                              | –                                                                               |
| 1960/61                                                                         | Eerste divisie A                                                                | 34                                                                              | 4                                                                               | 6                                                                               | 23                                                                              | 14                                                                              | 47                                                                              | 104                                                                             | 18e                                                                             | Rechtstreekse degradatie                                                        | Groepsfase                                                                      | –                                                                               |
| 1961/62                                                                         | Tweede divisie                                                                  | 28                                                                              | 12                                                                              | 8                                                                               | 8                                                                               | 32                                                                              | 50                                                                              | 47                                                                              | 3e                                                                              | –                                                                               | 3e ronde                                                                        | –                                                                               |
| 1962/63                                                                         | Tweede divisie B                                                                | 32                                                                              | 8                                                                               | 11                                                                              | 13                                                                              | 27                                                                              | 43                                                                              | 52                                                                              | 13e                                                                             | –                                                                               | 1e ronde                                                                        | –                                                                               |
| 1963/64                                                                         | Tweede divisie B                                                                | 30                                                                              | 12                                                                              | 7                                                                               | 11                                                                              | 31                                                                              | 56                                                                              | 49                                                                              | 7e                                                                              | –                                                                               | 2e ronde                                                                        | –                                                                               |
| 1964/65                                                                         | Tweede divisie B                                                                | 28                                                                              | 18                                                                              | 5                                                                               | 5                                                                               | 41                                                                              | 61                                                                              | 44                                                                              | 2e                                                                              | Nacompetitie                                                                    | 1e ronde                                                                        | Wedstrijden tegen AGOVV (6–1), D.F.C. (0–3) en Xerxes (1–1)                     |
| 1965/66                                                                         | Tweede divisie B                                                                | 28                                                                              | 10                                                                              | 2                                                                               | 16                                                                              | 22                                                                              | 49                                                                              | 74                                                                              | 12e                                                                             | –                                                                               | Groepsfase                                                                      | –                                                                               |
| 1966/67                                                                         | Tweede divisie                                                                  | 44                                                                              | 14                                                                              | 14                                                                              | 16                                                                              | 42                                                                              | 56                                                                              | 53                                                                              | 14e                                                                             | –                                                                               | Geen deelname                                                                   | Helmondia '55 verandert haar naam en gaat verder als Helmond Sport              |

### Topscorers
- 1955/56:  Hennie Hollink (34)
- 1956/57:  Hennie Hollink (12)
- 1957/58:  André Roosenburg (18)
- 1958/59:  André Hofman (19)
- 1959/60:  André Hofman (13)
- 1960/61:  Theo Spierings (20)
- 1961/62:  Coen Dillen (20)
- 1962/63:  Leo van der Linden (10)
- 1963/64:  Theo Spierings (14)
- 1964/65:  Leo van der Linden (27)
- 1965/66:  Lambert Kreekels (25)
- 1966/67:  Lambert Kreekels (12)

### Trainers
- 1935–1936:  Ignácz Klein
- 1939–1940:  Jan Bijl
- 1952–1958:  Piet van der Sluijs
- 0000–1958:  József Veréb (a.i.)
- 1958–1961:  Ernie Robinson
- 1961–1963:  Toon van Beek
- 1963–0000:  Frans de Rooij
- 0000–1964:  Frans Overzier (a.i.)
- 1964–1967:  Joep Brandes

SV De Braak · SV Brandevoort · VV Bruheze · HVV Helmond · Helmond Sport · RKSV Mierlo-Hout · Rood-Wit '62 · Stiphout Vooruit